# The Best of Ricky Martin
The Best of Ricky Martin je druhé kompilační album zpěváka Rickyho Martina. Album vyšlo u Sony BMG Music dne 30. října 2001. Celosvětově se tohoto alba prodalo přes 1 000 000 kopií.

## Seznam písní
1. "Livin' La Vida Loca"
2. "María (Pablo Flores Spanglish Radio Edit)"
3. "She Bangs"
4. "Private Emotion" - v podání Ricky Martin & Meja
5. "Amor (New Remix by Salaam Remi)"
6. "The Cup of Life (La Copa De La Vida)" - (The Official Song Of The World Cup, France '98) (Original English Version)
7. "Nobody Wants to Be Lonely" - v podání Ricky Martin & Christina Aguilera
8. "Spanish Eyes/Lola, Lola" (Hudba z "One Night Only" Video)
9. "She's All I Ever Had"
10. "Come To Me"
11. "Amor (New Remix by Jonathan Peters)"
12. "Loaded (George Noriega Radio Edit)"
13. "Shake Your Bon-Bon"
14. "Be Careful (Cuidado Con Mi Corazón)" - v podání Ricky Martin & Madonna